# Mikrolokale Analysis
Die mikrolokale Analysis ist ein Teilgebiet der Mathematik, das sich in den 1960er und 1970er Jahren aus der Theorie der partiellen Differentialgleichungen und aus der Fourier-Analysis entwickelt hat. Der Begriff mikrolokale Analysis stammt aus gemeinsamen Arbeiten von Mikio Satō, Takahiro Kawai und Masaki Kashiwara. Sie ist im physikalischen Bereich der Quantenmechanik beziehungsweise der Semiklassik von Bedeutung, da mit ihr die heisenbergsche Unschärferelation systematisch charakterisiert werden kann.

## Überblick
Die mikrolokale Analysis hat sich in den 1960er und 1970er Jahren aus der Theorie der linearen partiellen Differentialgleichungen heraus entwickelt. Viele grundlegende Gedanken der mikrolokalen Analysis stammen zum Beispiel von Lars Hörmander, Louis Nirenberg und Wiktor Pawlowitsch Maslow. Diese und andere begannen die mikrolokale Analysis mit Methoden aus der Fourier-Analysis und aus der Theorie partieller Differentialgleichungen in der {\displaystyle C^{\infty }}-Kategorie aufzubauen. Die untersuchten Objekte wurden also auf glatten Mannigfaltigkeiten definiert und untersucht. Im Bereich der partiellen Differentialgleichungen bietet die Distributionentheorie wichtige Techniken zum Lösen dieser Gleichungen an, daher spielt diese Theorie im Bereich der mikrolokalen Analysis auch eine grundlegende Rolle. In der Distributionentheorie wurde der Begriff des singulären Trägers eingeführt. Dieser beinhaltet alle Punkte, in deren Umgebung eine gewählte Distribution nicht durch eine glatte Funktion erzeugt beziehungsweise dargestellt werden kann. Im Bereich der mikrolokalen Analysis wurde dieser Begriff zum zentralen Objekt der Wellenfrontmenge verallgemeinert. Diese Teilmenge des Kotangentialbündels enthält als Information sowohl den Ort als auch die Frequenz der Singularitäten.
Etwas später begann man die mikrolokale Analysis auch auf die Kategorie der analytischen Funktionen auszuweiten. In diesem Zusammenhang sind die von Mikio Satō eingeführten Hyperfunktionen als Verallgemeinerung der Distributionen wichtige Objekte. Auch unter den Gegebenheiten der Kategorie der analytischen Funktionen wurde die Wellenfrontmenge (etwas anders als in der {\displaystyle C^{\infty }}-Kategorie) definiert.

## Wichtige Objekte der mikrolokalen Analysis

### Distribution
Die Distributionentheorie ist eine eigenständige Theorie zum Lösen partieller Differentialgleichungen und ist nicht direkter Bestandteil der mikrolokalen Analysis. Maßgeblich wurde diese Theorie von Laurent Schwartz in den 1940er Jahren entwickelt. Er definierte beispielsweise die Fourier-Transformation für temperierte Distributionen und bewies den Kernsatz von Schwartz. Für die mikrolokale Analysis ist die Distributionentheorie von grundlegender Bedeutung, denn in der mikrolokalen Analysis sucht man distributionelle Lösungen von partiellen Differentialgleichungen.

### Pseudodifferentialoperator
Ein Pseudodifferentialoperator ist eine Verallgemeinerung des Differentialoperators. Er wurde aus Techniken der Fourier-Analysis zum Lösungen gewisser partieller Differentialgleichungen entwickelt. Sei beispielsweise {\displaystyle D} ein linearer partieller Differentialoperator mit konstanten Koeffizienten und sei {\displaystyle {\mathcal {F}}} die Fourier-Transformation und {\displaystyle {\mathcal {F}}^{-1}} ihre inverse Transformation. Dann kann man die Differentialgleichung {\displaystyle Du=f} in
{\displaystyle {\mathcal {F}}^{-1}({\mathcal {F}}(Du))=f}
überführen und aufgrund der Differentationseigenschaften der Fourier-Transformation gilt
{\displaystyle {\mathcal {F}}^{-1}({\mathcal {F}}(Du))(y)={\mathcal {F}}^{-1}(i^{|\alpha |}\xi ^{\alpha }{\mathcal {F}}(u))={\mathcal {F}}^{-1}\left(i^{|\alpha |}\xi ^{\alpha }\int _{\mathbb {R} ^{n}}e^{-ix\xi }u(x)\mathrm {d} x\right)=\int _{\mathbb {R} ^{n}}\int _{\mathbb {R} ^{n}}e^{i(y-x)\xi }i^{|\alpha |}\xi ^{\alpha }u(x)\mathrm {d} x\,\mathrm {d} \xi \,.}
Diese Differentationseigenschaft zusammen mit der Hin- und Rücktransformation der Fourier-Transformation ist eine wichtige Technik der Fourier-Analysis zum Lösen von partiellen Differentialgleichungen. In der mikrolokalen Analysis betrachtet man Integraloperatoren, die die Darstellung
{\displaystyle Au(x)=\int _{\mathbb {R} ^{n}}\int _{\mathbb {R} ^{n}}e^{i(x-y)\xi }a(x,\xi )u(y)\mathrm {d} y\,\mathrm {d} \xi }
haben. Im Vergleich zur Fourier-Analysis wurde in dem Operator die Polynomfunktion {\displaystyle i^{|\alpha |}\xi ^{\alpha }} durch eine allgemeinere Funktion, die von zwei Variablen abhängt, ersetzt. Natürlich muss in diesem Zusammenhang auch die Existenz der Integrale gesichert werden, in diesem Zusammenhang wurde daher der Begriff des oszillierenden Integrals eingeführt und die Funktion {\displaystyle a} ist ein Element einer Symbolklasse und wird daher auch Symbol genannt. In der mikrolokalen Analysis interessiert man sich zum Beispiel für das Verhalten von Operatoren in gewissen „kleinen“ Umgebungen. Pseudodifferentialoperatoren sind beispielsweise pseudolokal, das heißt, das Anwenden eines Pseudodifferentialoperators auf eine Distribution vergrößert ihren singulären Träger nicht.
Von Lars Hörmander wurden sowohl die Symbolklassen als auch das oszillierende Integral eingeführt. Der Pseudodifferentialoperator geht auf Arbeiten von Joseph Kohn und Louis Nirenberg zurück.

### Wellenfrontmenge
Die Wellenfrontmenge ist ein zentrales Objekt der mikrolokalen Analysis. Es ist eine Verallgemeinerung des Konzeptes des singulären Trägers einer Distribution. In der {\displaystyle C^{\infty }}-Kategorie ist die Wellenfrontmenge {\displaystyle {\rm {WF}}(u)} einer Distribution {\displaystyle u} im euklidischen Raum definiert als das Komplement in {\displaystyle \mathbb {R} ^{n}\times (\mathbb {R} ^{n}\backslash 0)} derjenigen Punkte {\displaystyle (x_{0},\xi _{0})\in \mathbb {R} ^{n}\times (\mathbb {R} ^{n}\backslash 0)}, für die Umgebungen {\displaystyle U} von {\displaystyle x_{0}} und {\displaystyle V} von {\displaystyle \xi _{0}} so existieren, dass {\displaystyle u(\phi \exp(-itx\cdot \xi ))={\mathcal {O}}(t^{-N})} für {\displaystyle t\to \infty } in {\displaystyle \xi } gleichmäßig konvergiert für alle Testfunktionen {\displaystyle \phi \in C_{c}^{\infty }(U)} und für alle {\displaystyle N>0} ist. Da diese Definition nur lokale Aspekte der Distribution berücksichtigt, kann man die Wellenfrontmenge mittels Karten auch analog zu Distributionen auf Mannigfaltigkeiten definieren, dort ist sie eine Teilmenge des Kotangentialbündels. Die Projektion der Wellenfrontmenge auf die {\displaystyle x}-Variable entspricht wieder dem singulären Träger der betrachteten Distribution. Auf ähnliche Weise definiert man ebenfalls die analytische Wellenfrontmenge.

### Fourier-Integraloperator
Ein weiteres Objekt der mikrolokalen Analysis ist der Fourier-Integraloperator. Hierbei handelt es sich um eine Verallgemeinerung des Pseudodifferentialoperators. Der Ausdruck {\displaystyle e^{-i(x-y)\xi }} wird durch den allgemeineren Ausdruck {\displaystyle e^{-i\phi (x,y,\xi )}} ersetzt, wobei {\displaystyle \phi } nun eine Phasenfunktion ist. Außerdem darf bei diesen Operatoren {\displaystyle x,y\in \mathbb {R} ^{n}} und {\displaystyle \xi \in \mathbb {R} ^{N}} mit {\displaystyle n\neq N} gelten. Die Darstellung eines Fourier-Integraloperators lautet also
{\displaystyle Bu(x)=\int _{\mathbb {R} ^{n}}\int _{\mathbb {R} ^{N}}e^{i\phi (x,y,\xi )}a(x,\xi )u(x)\mathrm {d} \xi \,\mathrm {d} y\,.}